# 可変リフレッシュレート
可変リフレッシュレート（かへんリフレッシュレート、英語: Variable refresh rate〈VRR〉）は、可変リフレッシュレートテクノロジーをサポートするディスプレイで、状況に応じて継続的かつシームレスに変化できる動的ディスプレイ・デバイスリフレッシュ レート。
可変リフレッシュ レートをサポートするディスプレイは、通常、特定の範囲のリフレッシュレート (たとえば30Hzから144Hz) をサポートする。これを可変リフレッシュレート範囲（VRR範囲）と呼ぶ。リフレッシュレートは、この範囲内のどこでもシームレスに継続的に変化する可能性がある。

## 効果
リフレッシュレートが固定されているディスプレイでは、フレームは特定の間隔でのみ画面に等間隔で表示できる。その間隔が到達したときに新しいフレームの準備ができていない場合、古いフレームは次の間隔まで画面に保持される(スタッタリング)、または古いフレームと新しいフレームの完了した部分が表示される(ティアリング)。逆に、インターバルが来る前にフレームの準備ができている場合、そのインターバルが来るまでフレームは表示されない。
可変リフレッシュレートの主な目的は、ビデオゲームのさまざまなフレームレートと同期するリフレッシュレートを維持することにより、スタッターやティアリングを排除する。これにより、フレームレートが変化しても、表示の動きがよりスムーズになる。
もう1つの目的はラップトップやモバイルデバイスのバッテリー電力を節約するためにディスプレイのリフレッシュ レートを一時的に下げる電源管理。
また、可変リフレッシュレートにより、ディスプレイは、ディスプレイがサポートするリフレッシュレート範囲内の任意のフィルムまたはビデオフレームレートを正しく表示する。

## 歴史
ベクトルディスプレイでは、画面上のベクトルの数に応じて、ブラウン管（CRT）のリフレッシュレートが変化した。これは、ベクトルが多いほど、画面に描画するのに時間がかかるためである。
さらに最近では、2010年代以降、ラスターディスプレイは可変リフレッシュレートに関するいくつかの業界標準を獲得した。これまでは、一般的なディスプレイモードでは、固定リフレッシュレートの限られた選択肢しかなかった。

## 実装
可変リフレッシュレートのディスプレイテクノロジーには、いくつかの業界標準と独自規格が含まれている。
- AMD FreeSync
- Nvidia G-Sync
- VESA Adaptive-Sync プレス リリース
- HDMI 2.1 可変リフレッシュ レート (VRR)
- Apple ProMotion
  - iPad Pro 24Hz〜120Hz[8]
  - iPhone 14 ProおよびiPhone 13 Pro 10Hz〜120Hz[9]
  - MacBook Pro (2021)  24Hz〜120Hz[9]
- クアルコム Q-Sync

VRRを搭載した最初の電話は、Samsung Galaxy Note 20。